# 44821 Amadora
44821 Amadora è un asteroide della fascia principale. Scoperto nel 1999, presenta un'orbita caratterizzata da un semiasse maggiore pari a 2,4700792 UA e da un'eccentricità di 0,1042443, inclinata di 12,07045° rispetto all'eclittica.